# Ectoedemia permira
Ectoedemia permira là một loài bướm đêm thuộc họ Nepticulidae. Nó được miêu tả bởi R.K. Puplesis năm 1984. Nó được tìm thấy ở vùng Viễn Đông Nga và Trung Quốc.
Ấu trùng ăn Hypericum attenuatum.